# Matteo Gribaldi
Matteo Gribaldi (* um 1500 in Chieri, Piemont; † September 1564 in Farges bei Genf) war ein italienischer Jurist und Vertreter des Antitrinitarismus zu der Zeit der Reformation.

## Leben
Matteo Gribaldi Moffa wurde um 1500 oder 1505 als Sohn der Patrizier und Markgrafen Giovanni und seiner Frau Maria Gribaldi von Ceva in Chieri geboren. Über seine Kindheit, Jugend und Ausbildung ist jedoch wenig bekannt. Er wirkte zwischen 1535 und 1545 als Jurist an den französischen Universitäten Toulouse (1535–1537), Cahors (1537–1540), Valence (1540–1543) und Grenoble (1543–1545). 1536 heiratete er Georgine Carraxe, mit der er sieben Kinder hatte. Wahrscheinlich um 1542 konvertierte er zum Protestantismus, lebte jedoch nach außen weiter als Katholik. Seit 1548 wirkte er an der Universität Padua, wo sich viele protestantische Studenten aus Deutschland und der Schweiz immatrikuliert hatten. Im gleichen Jahr wurde er Zeuge des Todes des von der Inquisition betroffenen protestantischen venezianischen Juristen Francesco Spiera, was die von ihm ein Jahr später publizierte Schrift Historia de quodam, quem hostes Evangelii in Italia coegerunt abiicere agnitam veritatem (Die Geschichte von einem, den die Feinde des Evangeliums in Italien zwangen, die erkannte Wahrheit zu verleugnen) bewirkte. Um 1550 kam Gribaldi in Kontakt mit den Schriften von Michel Servet und wandte sich antitrinitarischen Standpunkten zu. Im Herbst 1553 lebte auch Lelio Sozzini für zwei Monate bei Gribaldi in Padua. Nach der Hinrichtung Michel Servets gab Gribaldi 1554 unter dem Pseudonym Alphonsus Lyncurius Tarraconensis die Schrift Apologia pro Michaele Serveto (Verteidigung für Michel Servet) heraus.
Da Gribaldi über einen Landsitz in Farges im Pays de Gex verfügte, wo er meistens den Sommer verbrachte, war er selber oft im nahgelegenen vom Calvinismus geprägten Genf anzutreffen. Hier verfasste er im September 1554 eine an die italienische Gemeinde Genfs verfasste Schrift, in der er erstmals publizistisch für die Auffassung eintrat, dass Vater und Sohn zwei substantielle Wesenheiten sein müssen. Kurze Zeit später gab er die Bekenntnisschrift De Deo et Dei Filio heraus, die in den folgenden Jahren vor allem in Polen und Litauen Verbreitung fand und zu einem Transfer antitrinitarischer Positionen in die reformierten Gemeinden in Polen-Litauen führte. Eine nicht unbedeutende Rolle spielte hierbei der aus der polnisch-litauischen Stadt Gonionds stammende Student Petrus Gonesius. Im Frühjahr 1555 übernahm Gribaldi den von Pietro Paolo Vergerio unterstützen Ruf des protestantisch orientierten Herzogs Christoph von Württemberg an die Universität in Tübingen. Auf dem Weg nach Württemberg traf er in Zürich auf Heinrich Bullinger und in Genf auf Johannes Calvin, mit dem er sich jedoch überwarf. Calvin war nicht bereit, ihm die Hand zu geben, ehe sie sich nicht in wesentlichen Punkten geeinigt hätten. Calvin und sein Mitarbeiter Théodore de Bèze machten in der Folge Christoph von Württemberg auf Gribaldis antitrinitarische Positionen aufmerksam. Gribaldi musste sich schließlich im Juli 1557 vor dem akademischen Senat der Universität Tübingen rechtfertigen. Um der Gefahr einer Hinrichtung als vermeintlicher Häretiker zu umgehen, floh Gribaldi kurz darauf auf seinen Landsitz in Farges, wo er jedoch im September 1557 von den Berner Behörden verhaftet und festgesetzt wurde. Um der drohenden Auslieferung nach Tübingen zu entgehen, war Gribaldi schließlich bereit, die Bekenntnisse der Alten Kirche zu unterschreiben und sich so von seinen antitrinitarischen Anschauungen zu lösen. Dennoch musste er die Berner Region verlassen. Erst nach dem Tod seiner Frau 1558 durfte er nach Farges zurückzukehren. An die Rückkehr war jedoch die Bedingung geknüpft, in Hinblick auf seine religiösen Standpunkte Stillschweigen zu üben. Ein Jahr später konnte Gribaldi wieder an der Universität von Grenoble arbeiten, wurde jedoch bereits im Folgenden wieder entlassen. Im September 1564 starb Matteo Gribaldi in Farges an der Pest.
Historisch kann Gribaldi als Bindeglied zwischen dem Wirken Michel Servets und den späteren Sozinianern in Polen und Litauen angesehen werden. Gribaldi übernahm den von Michel Servet vertretenen Antitrinitarismus, sprach sich jedoch anders als dieser für einen subordinatianischen Tritheismus aus.